# Ryugu
Ryugu är en udde i Antarktis. Den ligger i Östantarktis. Norge gör anspråk på området.
Terrängen inåt land är kuperad. Havet är nära Ryugu åt nordväst. Trakten är obefolkad. Det finns inga samhällen i närheten.